# 阿姐響叮噹
《阿姐響叮噹》（英語：A Bad Moms Christmas）是一部於2017年上映的美國聖誕喜劇電影，由喬恩·盧卡斯和斯科特·摩爾執導和編寫，該片為2016年電影《阿姐萬萬醉》的續集，由原班人馬米娜·古妮絲、克莉絲汀·貝爾、凱薩琳·哈恩領銜主演，並新加入克莉絲汀·巴倫絲基、蘇珊·莎蘭登、雪瑞兒·海恩斯的演出。
本片在2017年5月於亞特蘭大進行拍攝，並於2017年11月1日在美國上映。

## 劇情
故事敘述一群好閨蜜不再是被小孩束縛的家庭主婦後，準備在聖誕節大玩特玩；但此時，她們各自的母親卻前來拜訪...。

## 演員
- 米娜·古妮絲 飾 Amy Mitchell
- 克莉絲汀·貝爾 飾 Kiki
- 凱薩琳·哈恩 飾 Carla Dunkler
- 克莉絲汀·巴倫絲基 飾 Ruth
- 雪瑞兒·海恩斯（英语：Cheryl Hines） 飾 Sandy
- 蘇珊·莎蘭登 飾 Isis Dunkler
- 傑·赫南德茲 飾 Jessie Harkness
- 賈斯汀·哈特雷[2] 飾 Ty Swindle
- 彼得·蓋勒 飾 Hank
- 烏娜·勞倫斯 飾 Jane Mitchell
- 安傑·安東尼 飾 Dylan Mitchell
- 大衛·瓦爾頓 飾 Mike Mitchell
- 旺達·塞克絲 飾 Dr. Elizabeth Karl
- 克麗絲汀娜·雅柏蓋特 飾 Gwendolyn James
- 肯尼·基 飾 他自己

## 發行
該片於2017年11月1日在美國廣泛上映。

### 評價
《阿姐響叮噹》在爛番茄上根據129條評論，只有32%的新鮮度，平均得分為4.6／10，獲得的評價以負面居多，觀眾給出平均43%的分數。。Metacritic則獲得42分，獲得普遍不佳的評價。。

## 外部連結
- 互联网电影数据库（IMDb）上《阿姐響叮噹》的资料（英文）
- 爛番茄上《阿姐響叮噹》的資料（英文）
- Box Office Mojo上《阿姐響叮噹》的資料（英文）
- AllMovie上《阿姐響叮噹》的资料（英文）
- Metacritic上《阿姐響叮噹》的資料（英文）
- 開眼電影網上《阿姐響叮噹》的資料（繁體中文）
- 豆瓣电影上《阿姐響叮噹》的資料 （简体中文）
- 时光网上《阿姐響叮噹》的資料（简体中文）